# Elek Oszkár
Elek Oszkár, született Engel Oszkár (Szolnok, 1880. február 4. – Budapest, 1945. június 17.) budapesti állami gimnáziumi igazgató, irodalomtörténész.

## Életpályája
Engel Sámuel és Steiner Katalin fiaként született izraelita családban. 1902-ben a Budapesti Tudományegyetemen magyar–francia szakos tanári oklevelet szerzett. Aradon, Sümegen (1903), Egerben tanított, majd nyugdíjazásáig Budapesten a Kemény Zsigmond nevét viselő reáliskolában. Irodalomtörténeti tanulmányaiban főképp a külföldi íróknak a magyar írókra tett hatását kutatta sikerrel. (Skót és angol hatás Arany János balladáiban. Irodalomtörténet. 1912. évfolyam).

## Családja
1906. december 23-án házasságot kötött Rothschild Ármin kereskedő és Détsy Linka lányával, Margittal. Első feleségétől elvált. 1925. június 27-én ismét házasságot kötött. Második felesége Csetényi József és Fodor Fruzsina lánya, Erzsébet volt.
Elek Tibor (1910–1972) matematikus, filozófus apja.

## Művei
- Petrarca hatása a Pleiade költőire (Budapest, 1902)
- A „Karthausi” és forrásai (Budapest, 1934)
- Savoyai Jenő a francia költészetben (Budapest, 1939)
- Don Juan mondája Kisfaludy Károly Karácsonyéjében (Budapest, 1943)
- Ágis tragédiája (posztumusz, Budapest, 1957)
- Magyarok első említése az angol epikában (posztumusz, Budapest, 1962)